# جوزيف بيرس
جوزيف بيرس (بالإنجليزية: Joseph Pearce)‏ هو كاتب سير وشاعر بريطاني، ولد في 1961 في لندن الكبرى في المملكة المتحدة.